# Уйбатское городище
Уйба‌тское городи‌ще — останки средневекового древнекыргызского города на территории Усть-Абаканского района современной Хакасии.

## История городища
Останки городища были обнаружены в 1973 году экспедицией Л. Р. Кызласова, останки городища изучались Л. Р. Кызласовым в 1974 по 1981 годы, а в 2000 по 2002 — И. Л. Кызласовым. Площадь городища составляет не менее 3х3 км, застроена не полностью. Центр городища (около 1х1 км) был отделен от сакрального участка магистральным каналом, ограничен и разделён арыками на прямоугольные участки. Городище было застроено усадьбами, глинобитными квадратными и деревянными домами, оградами-дувалами с кузницами и гончарными печами. На территории городища преобладают останки тюхтятской, аскизкой, древнеуйгурской и согдийской культур. На территории городища находилось не менее 3-х манихейских храмов.